# Repressor lac

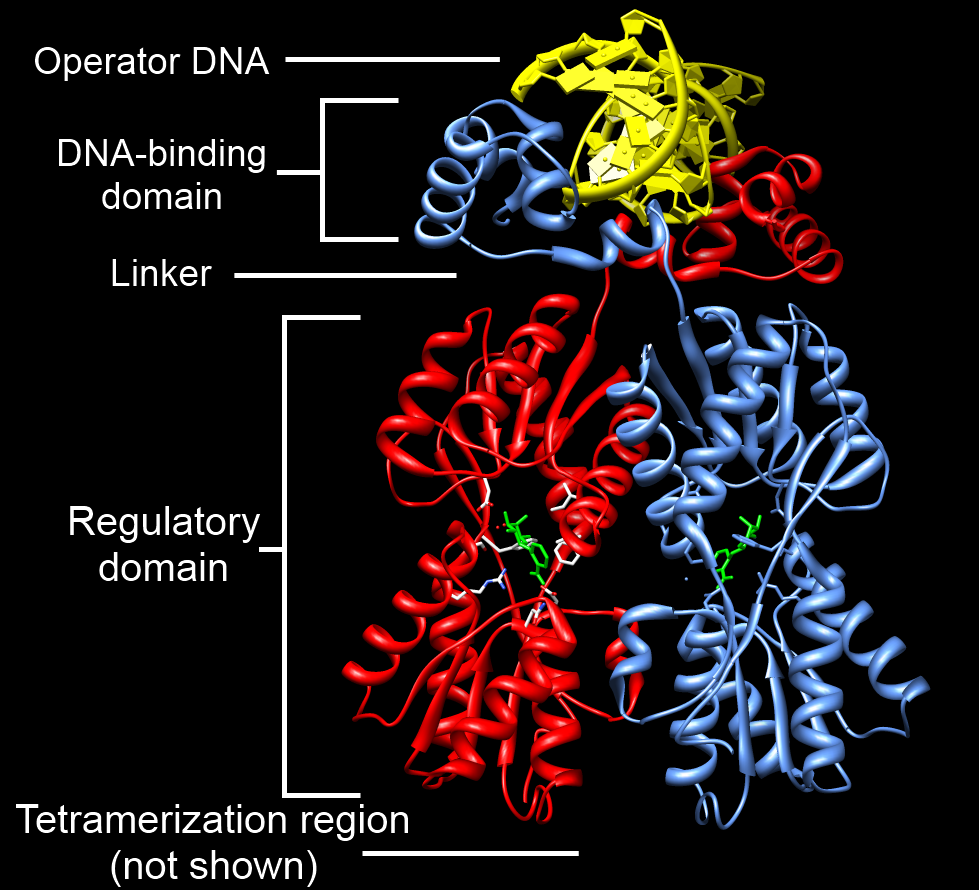
Estructura cristal·lina anotada del repressor LacI dímer. Dos monòmers (d'un total de quatre) co-operen per unir cada seqüència de l'operador d'ADN. Els monòmers (vermell i blau) contenen llocs d'unió d'ADN i dominis reguladors (DNA-dinding domain i regulatory domain, respectivament) connectats per un "connector" (linker). L'hèlix de tetramerització C-terminal no hi apareix. El repressor és mostrat formant un complex amb l'operador d'ADN (groc) i ONPF (verd), un lligand anti-inductor (un estabilitzador de la unió amb l'ADN).

El repressor lac és una proteïna que s'enllaça a l'ADN i que inhibeix l'expressió dels gens de l'operó lac, els quals codifiquen les proteïnes implicades en el metabolisme de la lactosa en bacteris. Aquests gens són reprimits quan la lactosa no es troba disponible en la cèl·lula, assegurant que el bacteri només inverteix energia en la producció de la maquinària cel·lular necessària per captar i utilitzar lactosa quan aquesta hi és present. Quan la lactosa esdevé disponible, és convertida en al·lolactosa, la qual inhibeix l'habilitat del repressor lac per enllaçar-se a l'ADN; fet que és requerit per a l'activació de la transcripció de l'operó.

## Funció
El repressor lac (LacI) opera mitjançant un motiu estructural hèlix-gir-hèlix en el seu domini d'enllaç a l'ADN el qual s'enllaça de manera específica al solc major de la regió de l'operador de l'operó lac, amb contactes de base també formats pels residus de hèlixs amb simetria-alfa relacionades, les hèlixs "frontissa", les quals s'enllacen profundament amb el solc menor. Aquest enllaç amb l'ADN causa que l'afinitat específica de la polimerasa d'ARN per la seqüència del promotor augmenti suficientment tal que no pugui desenllaçar-se de la regió del promotor i començar l'elongació, i d'aquesta manera s'impedeix la transcripció del'ARNm que codifica les proteïnes de l'operó lac. Quan la lactosa hi és present, l'al·lolactosa s'uneix al repressor lac, causant un canvi al·lostèric en la seva forma estructural. En el seu estat canviat, el repressor lac és incapaç de d'enllaçar-se estretament a l'operador. Aquest efecte s'anomena inducció, perquè indueix, i no pas reprimeix, l'expressió dels gens metabòlics. Generalment, l'isopropil β-D-1-tiogalactopiranòsid (IPTG) és fet servir com un anàleg sintètic de l'al·lolactosa pot induir la transcripció dels gens que són regulats pel repressor lac amb l'avantatge que no és degradat pels enzims que degraden l'al·lolactosa .

## Estructura

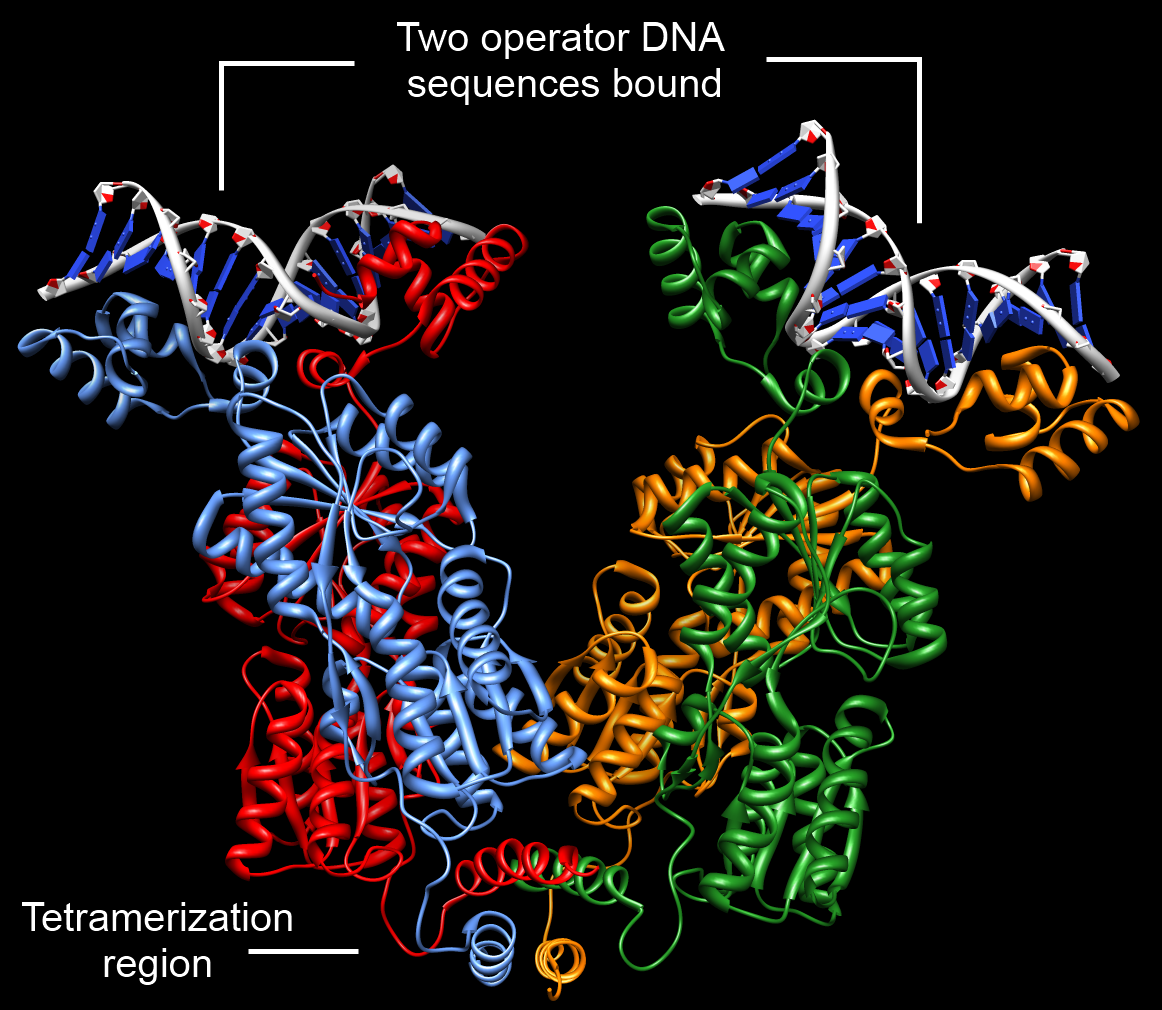
El tetràmer LacI s'enllaça a dues seqüències operadores i indueix la formació d'un bucle en l'ADN. Cadascuna de les dues subunitats funcionals del dímer LacI (blau+vermell i taronja+verd) s'enllaça a una seqüència operadora de l'ADN (operator DNA sequences). Aquests dues subunitats funcional s'uneixen a la regió de tetramerització (tetramerization region). La tensió creada en l'ADN degut a l'enllaç del tetràmer de LacI a les seqüències operadores causa la formació d'un bucle en l'ADN.

Pel que fa a la seva estructura, el repressor lac és un homo-tetràmer. El tetràmer conté dues subunitats (anomenades "repressor dímer LacI "), que s'enllacen a l'ADN, formades per dos monòmers cada una. Aquestes subunitats dimeritzen per formar un tetràmer capaç d'enllaçar-se al mateix temps a dues seqüències d'operador. Cada monòmer consisteix en quatre regions diferents:
- Un domini N-terminal d'enllaç a l'ADN (quan es forma un dímer, cada un d'aquests dominis s'uneix a una meitat de l'operador).
- Un domini regulador (de vegades anomenat -"domini central" (core domain), el qual s'enllaça amb l'al·lolactosa)
- Un connector (linker) que connecta els dos dominis anteriors (de vegades anomenat "hèlix frontissa" (hinge helix), el qual és important per al canvi al·lostèric)[5]
- Una regió C-terminal de tetramerització (que uneix quatre monòmers en un feix d'alfa-hèlixs)

La unió amb l'ADN ocorre mitjançant un motiu estructural hèlix-gir-hèlix en l'extrem N-terminal i té com a objectiu una de les diverses seqüències operadores de l'ADN (anomenades O1, O2 i O3). La seqüència operadora O1 solapa lleugerament amb el promotor, el qual augmenta l'afinitat de la polimerasa d'ARN per a la seqüència del promotor de manera que la polimerasa no pugui començar l'elongació i, per tant, romangui en iniciació abortiva. A més, com que cada tetràmer conté dues subunitats d'enllaç amb l'ADN, l'enllaç a múltiples seqüències operadores per part d'un sol tetràmer LacI indueix la formació d'un bucle en l'ADN.

## Descobriment
El repressor lac va ser aïllat per primera vegada per Walter Gilbert i Benno Müller-Hill l'any 1966. Varen ser capaços de demostrar, in vitro, que la proteïna 
s'enllaçava a l'ADN si hi era present l'operó lac, i alliberava l'ADN quan s'afegia IPTG. També van ser capaços d'aïllar la porció d'ADN que s'enllaça amb la proteïna mitjançant la utilització de l'enzim deoxiribonucleasa, el qual talla l'ADN. Després del tractament del complex repressor-ADN, una certa part de l'ADN romania, suggerint que havia estat protegit de la deoxiribonucleasa degut a la presència repressor. 
Aquests experiments van confirmar el mecanisme de l'operó lac, prèviament proposat per Jacques Monod i Francois Jacob en el seu famós treball sobre regulació gènica .